# 索尔克楼

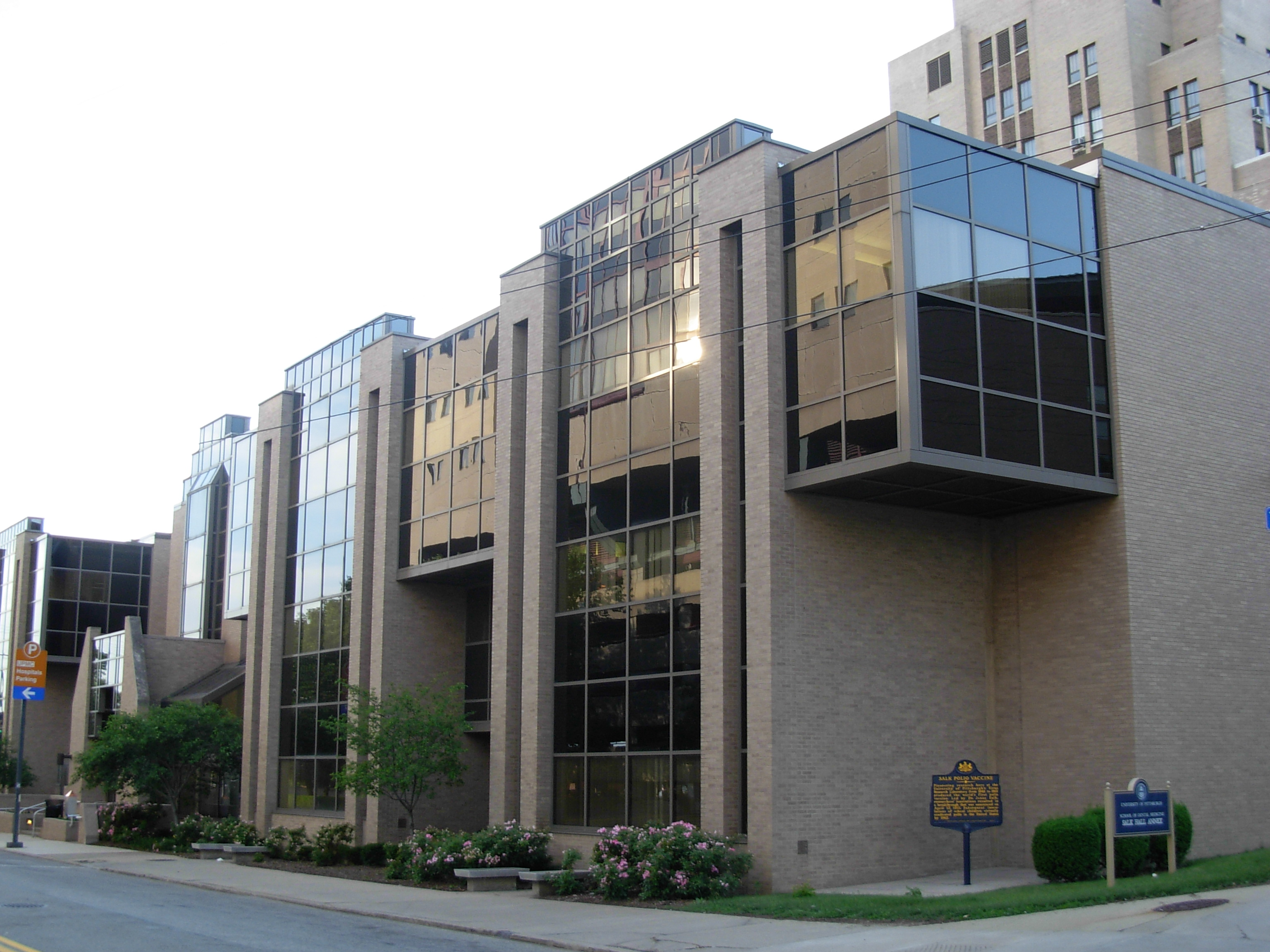

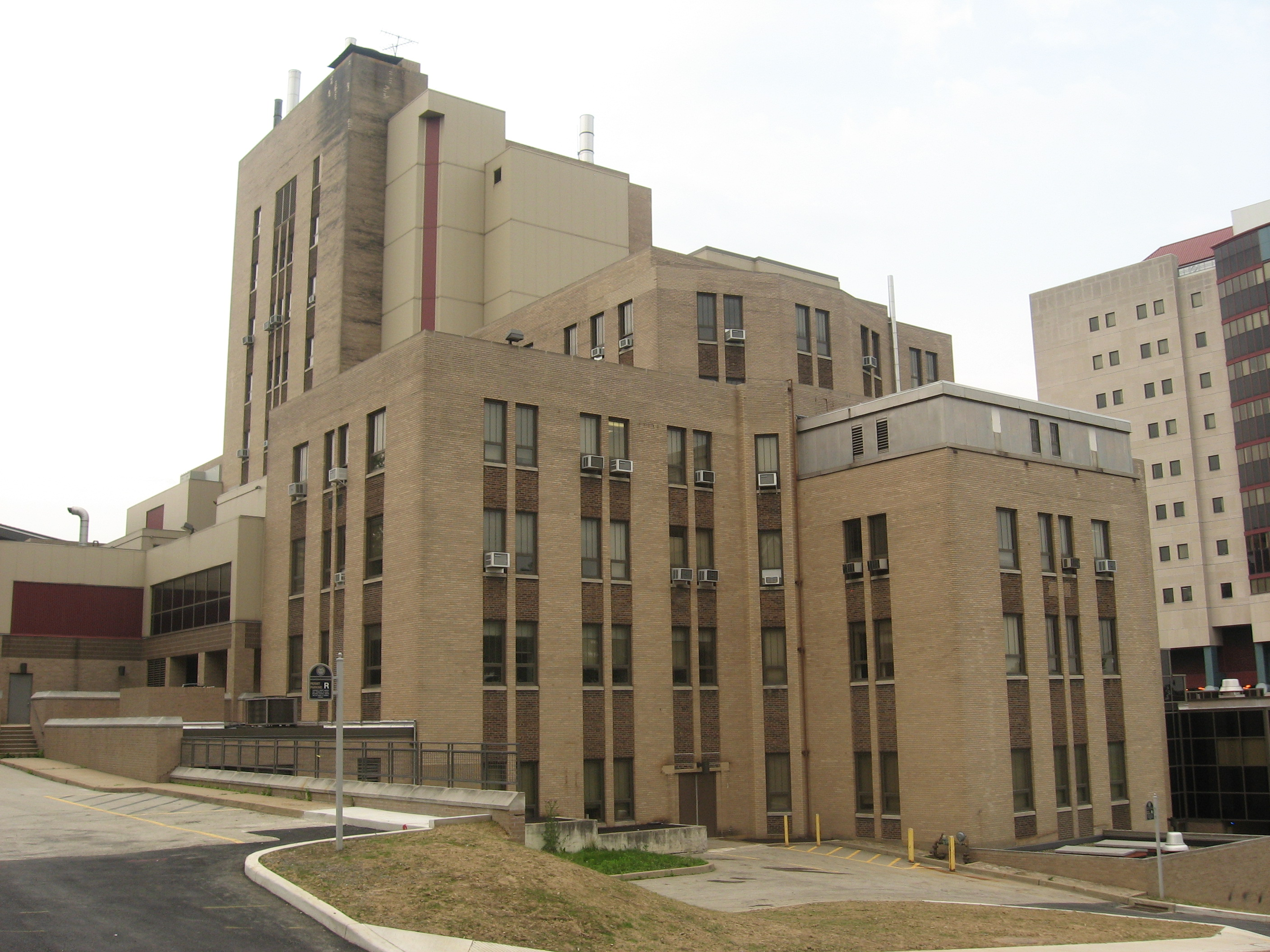
索尔克楼

索尔克楼（Jonas Salk Hall）位于美国宾夕法尼亚州匹兹堡奥克兰区的匹兹堡大学，已被列为宾夕法尼亚州和匹兹堡的历史地标。

## 历史
这是一座装饰艺术风格的建筑，建于1940－1941年，最初是匹兹堡市立传染病医院。
该建筑以乔纳斯·索尔克命名，他在匹兹堡大学任职期间，在地下室实验室进行了第一次脊髓灰质炎疫苗的研究。建筑师Richard Irving和Theodore Eicholz。

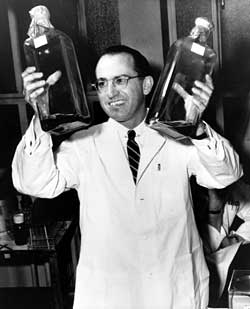
乔纳斯·索尔克